# 공주 동학사 목조석가여래삼불좌상 및 복장유물
공주 동학사 목조석가여래삼불좌상 및 복장유물(公州 東鶴寺 木造釋迦如來三佛坐像 및 腹藏遺物)은 충청남도 공주시 반포면, 동학사에 있는 조선시대의 불상이다. 2011년 9월 5일 대한민국의 보물 제1719호로 지정되었다.

## 목조석가여래삼불좌상
공주 동학사 대웅전에 봉안되어 있는 삼불상은 사바세계의 교주 석가여래를 본존으로 좌우에 동방 만월세계의 약사여래와 서방 극락세계의 아미타여래를 배치한 공간적 삼세불상 형식을 보여준다. 이러한 공간적 삼불좌상은 임진왜란 이후 크게 유행한 형식으로 이 불상도 그러한 예에 속한다고 하겠다.
이 삼불좌상에서는 개금(改金) 전 2010년 8월 11일에서 8월 13일까지 3일간 진행된 사전 복장조사에서 불상의 조성 및 중수과정을 알 수 있는 발원문과 불상의 심장에 해당하는 후령통, 법사리 (法舍利)로 납입된 경전류, 그리고 시주자의 소원이 담겨있는 유물 등 다양한 복장유물들이 발견되었다. 특히 불상의 조성과 관련된 발원문은 세 종류가 발견되었다. 조성발원문은 삼불상(三佛 像)에서 모두 발견되었고, 약사불상에서는 1883년의 중수발원문이, 아미타불상에서도 1883년의 중수발원문과 1957년의 중수발원문이 발견되었다. 이들 발원문은 조성이후 진행된 중수 과정을 중층적으로 이해하는데 중요한 자료이다.
불상에서 발견된 조성발원문에 따르면, 이 삼불좌상은 만력 34년 병오(1606년, 선조 39) 공주 계룡산 청림사 대웅전에 봉안하기 위해 조성한 불상으로, 조성역사(造成役事)는 을사년(1605) 초겨울(孟冬)에 시작하여 이듬해 늦은 봄(季春)에 일을 마쳤다. 불상조성에는 수많은 평범한 신도와 승려들의 시주로 불상조성에 필요한 재원을 마련하고 석준(釋俊)의 증명 아래 상화원(上畵員) 각민(覺敏), 각심(覺心), 행사(幸思), 휴일(休一), 덕잠(德岑) 등 5명의 조각승들이 함께 제작하였다. 1883년 개금 중수에는 19세기 후반에 크게 활약한 화승 선율(善律), 약효(若效) 등이 참여하였다.
본존 석가여래는 변형의 편단우견을 걸쳐 입고, 연화좌 위에 결가부좌하였다. 육계와 머리를 분명하게 구분 짓지 않은 두부(頭部)에는 반달형의 중앙계주와 구형의 정상계주를 조각하였고, 머리칼은 나발로 여백 없이 촘촘하게 부착하였다. 고개를 약간 앞으로 숙여 사바세계의 중생을 굽어 살피듯 시선을 처리하였다. 행인형으로 돌출한 눈두덩 사이로 새긴 반개한 가는 눈은 선정에 잠긴 듯 고요하고, 뚜렷한 이목구비는 부드럽고 사실적으로 묘사하였다. 얼굴은 날렵한 턱과 절제된 양감으로 인해 17세기 중․후반의 불상에 비해 갸름하고 정돈된 느낌인데, 이러한 특징은 이 불상이 조선 전기와 후기 불상을 연결하는 가운데 지점에 있는 불상임을 시사한다. 좌우 협시불상 역시 석가불상의 상호표현과 거의 같다. 다만 석가여래의 고요하고 엄숙한 얼굴에 비해 좌우협시 불상의 상호는 좀더 경쾌하고 생동적으로 표현하여 변화를 주었다.
삼불상의 착의형식은 조선후기 석가여래삼불형식에서 보편적으로 보이듯이 본존 석가여래는 대의 자락이 오른쪽 어깨를 드리운 변형의 편단우견을, 좌우 협시불상은 두 장의 대의를 걸친 이중착 의법이다. 대의에 표현된 주름은 골의 깊이 변화가 없는 비교적 변화가 없는 직선의 선묘를 위주로 하고 있고, 부분적으로 힘이 들어간 곡선도 간혹 사용하고 있다. 삼불(三佛) 모두 가슴에는 비스듬히 접은 수평의 군의 자락이 표현되었는데, 형식적이지 않고 사실적이다. 무릎 앞쪽에는 긴 대롱모양의 주름 좌우로 수평의 3단 주름이 펼쳐져 있다. 좌우 측면과 배면에는 주름을 새기지 않았으나 신체와 긴밀하게 밀착된 불의(佛衣) 속에 건장하면서도 부드러운 불신(佛身)의 실루엣을 느낄 수 있다. 비록 간결한 직선 위주의 선묘지만 경직되지 않고 신체와 유기적으로 잘 밀착되어 율동적이다.
수인은 석가여래는 항마촉지인을, 좌우협시 불상은 엄지와 중지를 맞댄 양 손을 대칭적으로 표현하였다. 손은 대체로 두텁고 손가락은 짧은 편이다. 엄지와 중지를 구부려 맞댄 손짓은 꺾인 모습이 다소 부자연스럽다.
삼불상은 머리와 상․하체 부분의 연결이 자연스럽고 안정되어 비교적 조화로운 형태미를 보이고 있지만, 석가모니불상의 비대칭적 어깨표현이라든가 다소 부자연스러운 수인 등은 결점이다. 비례면에서 보면, 이 삼불좌상은 장대한 신체에 비해 얼굴은 작고 무릎은 넓고 낮은 편이어서 큰 상이 아님에도 장대한 느낌이다. 이는 예배자로 하여금 높은 불단 위에 앉은 불상이 보다 장엄하고 장대하게 돋보이게 하기 위해 고려된 것으로 볼 수 있다.
삼불상은 절제된 듯 고요하고 차분한 호남형(好男形)의 얼굴, 오른쪽 어깨로 수직의 3단 주름, 자연스럽게 접은 수평의 승각기, 그리고 무릎 좌우에 표현된 수평의 3단 주름, 왼쪽 팔꿈치 측면에 율동적으로 표현된 ∩형의 주름, 그리고 발목 아래로 대롱 모양의 띠 주름을 길게 드리우고 그 좌우로 수평의 주름, 무릎을 낮추고 어깨를 건장하게 표현하여 예배자의 시선이 얼굴에 집중되도록 의도한 점이 특징이다. 이러한 양식적 특징은 이 삼불상과 비슷한 시기에 제작된 《논산 쌍계사 대웅전 석가여래삼불좌상》(1605년)이나 《군산 상주사 석가여래삼불좌상》(17세기 초), 그리고 이보다 약간 늦은 《익산 숭림사 목조석가여래좌상》(1614년)이나 《김제 귀신사 비로자나삼불좌상》(1626~1633년 경) 등 17세기 초․전반에 제작된 불상들과 양식적으로 상통한다. 이 삼불상의 1606년이라는 제작시기를 통해 볼 때 17세기 불상의 양식 형성은 물론 나아가 조선후기 불상의 선구적인 위치에 있는 대단히 중요한 불상으로 평가된다.

## 복장유물
삼불상의 복장에서는 후령통을 비롯한 다양한 종류의 전적, 다라니, 공양물 등이 발견되었다. 이 복장유물은 1606년 불상의 제작 당시와 1883년 중수 개금시에 봉납된 것으로 추정된다.

### 석가여래 복장유물
| 번호         | 명칭                         | 재질/판종 | 수량 | 연대        | 크기(cm)    | 비고                                                                                                |
| ------------ | ---------------------------- | --------- | ---- | ----------- | ----------- | --------------------------------------------------------------------------------------------------- |
| 1            | 후령통                       | 동        | 1점  | 1606년      | 11×4        | *황초폭자에 싸여 있고 남쪽만에 남쪽을 나타내는 범자를 주서로 썼음                                   |
| 2            | 발원문                       | 종이      | 1점  | 1606년      | 29×176.     | 필사                                                                                                |
| 3            | 장식편                       | 금동      | 1점  | 조선후기    | 6.5×8.3×1.8 | *斧鉞모양의 장식편                                                                                  |
| 4            | 동경                         | 동        | 1점  | 조선후기    | 5.6×3.5×1   | *만자와 육자대명왕진언을 양각함.                                                                    |
| 5            | 묘법연화경 권제6~7           | 목판본    | 1책  | 1555년      | 36.2×24.8   | 선장, 앞뒤 표지와 본문 몇장이 결락되었음. 을해자본계. 광덕사                                        |
| 6            | 묘법연화경 권3~4             | 목판본    | 1책  | 조선시대    | 32.1×20.8   | 선장, 전후 표지 일실, 대자본계, 8행 13자.                                                           |
| 7            | 불설장수멸죄호제동자다라니경 | 목판본    | 1첩  | 1415        | 31.4×225.3  | 절첩장, 현존유일본, 약사불에 후반부 있음. 훼손이 심함.                                              |
| 8            | 묘법연화경 권5~7             | 목판본    | 1책  | 1565년      | 29.2×16.7   | 가철, 앞뒤 표지 없고, 거의 해책 상태임, 복천사.                                                     |
| 9            | 묘법연화경 권5~7             | 목판본    | 1책  | 1536년      | 34.7×22     | 가철, 마지막2~3장은 부분적으 로 훼손되었음, 서대사.                                                 |
| 10           | 묘법연화경 권4~7             | 목판본    | 1책  | 14세기 후반 | 25.6×16.1   | 가철, 표지 전후 일부 일실. 소자본.                                                                  |
| 11           | 묘법연화경 권5~7             | 목판본    | 1책  | 1536년      | 36.5×24     | 선장, 앞뒤의 표지가 없고, 권7의 말미가 결락되었으며, 권제5 낱장을 여기에 통합시켜야 함. 갑인자본계. |
| 12           | 묘법연화경 권2~3             | 목판본    | 1책  | 1555년      | 35.9×25     | 선장, 앞뒤의 표지 없음, 을해자 본계, 광덕사.                                                        |
| 13           | 묘법연화경 권5~7             | 목판본    | 1책  | 1565년      | 32.5×19     | 가철, 복천사, 표지 전후 일부 일실. 갑인자본계.                                                      |
| 14           | 묘법연화경 권6~7             | 목판본    | 1책  | 1405년      | 27.8×15.8   | 가철, 안심사, 표지 전후 일부일실. 성달생본계, 권6은1~6장이 결락됨.                                  |
| 15           | 묘법연화경 권3~4             | 목판본    | 1책  | 조선전기    | 36×21.2     | 가철, 전후 표지 일실, 권3의 52~68장만 있음. 권3은 1~51장은 약사불에 있음. 갑인자본계.               |
| 총 15건 15점 |                              |           |      |             |             | |

### 약사여래 복장유물
| 번호         | 명칭                                   | 재질     | 수량 | 연대        | 크기(cm)     | 비고 |
| ------------ | -------------------------------------- | -------- | ---- | ----------- | ------------ | --- |
| 1            | 개금중수봉안원문                       | 종이     | 1    | 1883년      | 51×58.5      | 필사. |
| 2            | 후령통 일괄                            |          | 1    | 1606년      | 5.8×4        | 황초폭자로 싼 후령통과 발원문을 범자다라니 여러장으로 감싸고 청색끈으로 묶음.                                                                     |
| 3            | 동경 (銅鏡)                            | 동       | 1    | 조선후기    | 19×11.2×0.5  | *뒷면에 “整衣冠尊瞻視”라는 명문을 양각함. |
| 4            | 황색주 黃色紬                          | 명주     | 1    | 조선시대    | 39.5×487.5   | |
| 5            | 흑색주 黑色紬                          | 명주     | 1    | 조선시대    | 7×4×3        | |
| 6            | 구슬류                                 | 옥, 수정 | 6    | 조선시대    | 1.0~2.5      | |
| 7            | 봉함목                                 | 나무     | 1    | 조선시대    | 11.7×14×3    | *묵서로 “左”라고 적고, 주서다라니를 적었음 |
| 8            | 목재편                                 | 나무     | 1    | 조선시대    | 10.5×4.5×3.5 | *묵서로 “東”이라고 적었음. 왼쪽 손목 부근에서 발견되었는데, 왼손을 지지하던 지지목으로 추정됨.                                                    |
| 9            | 묘법연화경 권1~2                       | 목판본   | 1책  | 14세기 후반 | 27.7×16.8    | 가철, 표지 후반 일부 일실. |
| 10           | 묘법연화경 권5~7                       | 목판본   | 1책  | 15세기      | 27.8×16.7    | 가철, 앞뒤 표지는 없고, 앞부분의 결락이 있음. |
| 11           | 묘법연화경 권4~7                       | 목판본   | 1책  | 1405년      | 28.1×16.8    | 선장, 안심사, 전후 표지 일실, 성달생본계. |
| 12           | 불설장수멸죄호제동자경                 | 목판본   | 1첩  | 1415년      | 31.5×846.6   | 절첩장, 현존 유일본, 석가불에 전반부 있음. |
| 13           | 범망경노사나불설보살심지계품 재10권 하 | 필사본   | 1책  | 16세기      | 31×18        | 전후 표지 일실, 증도가 합철. |
| 14           | 삼경합부                               | 목판본   | 1책  | 15세기      | 28.6×17.3    | 금강반야바라밀경 외에 대방광불화엄경입불사의해탈경계보현행원품과 대불정수능엄신주를 합철한 1책임. 금사사                                          |
| 15           | 육경합부                               | 목판본   | 1책  | 1424년      | 26.6×16      | 선장, 안심사, 전후 표지 일실. |
| 16           | 묘법연화경 권4~7                       | 목판본   | 1책  | 1477년      | 28.2×19.5    | 선장, 화암사, 전후 표지 일실, 성달생본계. |
| 17           | 묘법연화경 권4~7                       | 목판본   | 1책  | 1539년      | 28.8×17.4    | 선장, 심원사, 표지 전후 일부 일실, 화암사본계. |
| 18           | 묘법연화경 권5~7                       | 목판본   | 1책  | 1537년      | 34.8×20.5    | 선장, 보광사, 표지 전후 일부 일실, 갑인자본계. |
| 19           | 묘법연화경 권2                         | 목판본   | 1책  | 13세기 후반 | 28.5×846.2   | 절첩장, 표지 전반 일부 일실, 접장본. |
| 20           | 육경합부                               | 목판본   | 1책  | 1465년      | 24.6×15.3    | 가철, 대불정능엄신주, 금강경, 보현행원품, 관세음보살예문, 묘법연화경관세음보살보문편, 불설아미타경 순으로 제책됨. 장차가 순서대로 되어 있지 않음. |
| 21           | 감지금니묘법연화경                     | 금사경   | 1첩  | 15세기      | 22.1×290.4   | 접장본, 배면 은사경. |
| 22           | 묘법연화경 권4~5                       | 목판본   | 1책  | 1555년      | 36×25        | 선장, 광덕사, 전후 표지 일실, 을해자본계. |
| 23           | 묘법연화경 권5~7                       | 목판본   | 1책  | 1493년      | 38.1×21.9    | 선장,무량사, 전후 표지 일 실, 갑인자본계. |
| 24           | 묘법연화경 권3~4                       | 목판본   | 1책  | 15세기      | 35.1×22.1    | 선장, 전후 표지 일실, 갑인자본계. |
| 25           |                                        |          |      |             |              | |
| 26           | 묘법연화경 권5~7                       | 목판본   | 1책  | 1470년      | 32.4×20.4    | 선장, 전후 표지 일실, 대자본. |
| 27           | 묘법연화경 권3                         | 목판본   | 1책  | 1537년      | 36.3×21.9    | 선장, 보광사, 표지 전후 일부 일실, 갑인자본계. |
| 총 27건 31점 |                                        |          |      |             |              | |

### 아미타여래 복장유물
| 번호         | 명칭                                     | 재질     | 수량 | 연대        | 크기(cm)                                    | 비고                                                                                          |
| ------------ | ---------------------------------------- | -------- | ---- | ----------- | ------------------------------------------- | --------------------------------------------------------------------------------------------- |
| 1            | 조성발원문                               | 종이     | 1    | 1606년      | 27.2×214.7                                  | 필사                                                                                          |
| 2            | 개금중수봉안원문                         | 종이     | 1    | 1883년      | 49.3×56.9                                   | 필사                                                                                          |
| 3            | 후령통 일괄                              | 동 비단  | 1    | 1606년      | 8.3×4.6                                     | *내부에 오보병, 양면원경, 심주 등이 남아 있음.                                                |
| 4            | 소색주                                   | 명주     | 1    | 조선시대    | 24.8×269                                    |                                                                                               |
| 5            | 직물편                                   | 비단     | 3    | 조선시대    | 백색 : 14.3×8.6 흑색 11.6×6.5 적색 19.5×8.2 | *흑색 직물편에는 주서로 오륜 종자를 적었음. *적색 직물편은 적색과 감색을 바느질로 겹쳐붙였음. |
| 6            | 구슬류                                   | 옥 수정  | 5    | 조선시대    | 0.7~2.5                                     | *붉은색 구슬 2점 *수정구슬 2점                                                                |
| 7            | 봉함목                                   | 나무     | 1    | 조선시대    | 10.5×4.5×3.5                                | *묵서로 “阿彌陁佛”이라고 적음                                                                 |
| 8            | 금강반야바라밀경                         | 목판본   | 1책  | 1387년      | 24.3×14.3                                   | 가철, 강인부, 전후 표지 일실, 천로해본, 6~30장 존재.                                          |
| 9            | 묘법연화경 권3~4                         | 목판본   | 1책  | 15세기      | 35.2×22.3                                   | 가철,                                                                                         |
| 10           | 묘법연화경 권3~4                         | 목판본   | 1책  | 15세기      | 35.4×21                                     | 가철, 권3은 1~2장 결락.                                                                       |
| 11           | 묘법연화경 권5~7                         | 목판본   | 1책  | 1451년      | 28×17.7                                     | 가철, 전후 표지 일실, 명빈김씨 발원.                                                          |
| 12           | 묘법연화경 권3~4                         | 목판본   | 1책  | 조선전기    | 27×16.4                                     | 가철,                                                                                         |
| 13           | 대방광불화엄경입불사의해탈경계보현행원품 | 목판본   | 1첩  | 14세기      | 22.8×14.8                                   | 선장, 전후 표지 일실, 현존 유일본, 석가불에 전반부 있음.                                      |
| 14           | 제경합부                                 | 목판본   | 1책  | 1563년      | 25.1×16                                     | 포배장, 전후 표지, 감로사, 梅竹 軒발문.                                                       |
| 15           | 묘법연화경 권1~3                         | 목판본   | 1책  | 14세기 후반 | 26.8×16                                     | 선장, 표지 후반 일부 일실, 소자본.                                                            |
| 16           | 금광명경 권1                             | 목판본   | 1첩  | 14세기      | 30×228.7                                    | 절첩장, 후반부 일실. 1~4장 존 재.                                                             |
| 17           | 불설장수멸죄호제동자다라니경             | 목판본   | 1첩  | 1378년      | 30.1×159.2                                  | 절첩장, 전후 표지 1첩, 1~3장 존재.                                                            |
| 18           | 범망경노사나불설보살심지계품 제10권 하   | 목판본   | 1책  | 14세기      | 25.5×15                                     | 선장, 표지 전반 일부 일실.                                                                    |
| 19           | 오등 권6                                 | 목활자본 | 1책  | 15세기      | 29.6×19.4                                   | 가철, 표지 전반 일부 일실, 현존 유일본.                                                       |
| 20           | 묘법연화경 권5~7                         | 목판본   | 1책  | 1536년      | 34.7×22.1                                   | 선장, 서대사, 전후 표지 일실, 갑인자본계.                                                     |
| 21           | 묘법연화경 권4~7                         | 목판본   | 1책  | 1405년      | 27.5×15                                     | 선장, 안심사, 성달생본(원간본).                                                               |
| 22           | 화엄신중                                 | 목판본   | 1책  | 1462년      | 27.6×19.9                                   | 선장, 화암사, 전후 표지 일실, <사미수계문> 필사 합철                                          |
| 23           | 금강반야바라밀경                         | 목판본   | 1책  | 14세기      | 15.5×21.5                                   | 선장.                                                                                         |
| 24           | 묘법연화경 권1                           | 목판본   | 1책  | 15세기      | 26.3×14.8                                   | 가철, 표지 전후 일부 일실, 화암사본계.                                                        |
| 25           | 육경합부                                 | 목판본   | 1책  | 1462년      | 26×16.5                                     | 가철, 화암사, 전후 표지 일실.                                                                 |
| 총 25건 31점 |                                          |          |      |             |                                             |                                                                                               |

## 문화재 지정 가치
이 삼존불상은 복장에서 발견된 조성발원문을 통해 1606년이라는 정확한 조성시기와 제작자, 그리고 제작에 참여한 제작주체를 분명히 하고 있어 조선 중․후기 불교조각사 연구에 기준이 되는 자료이다. 이 불상을 조각한 석준(釋俊), 각민(覺敏) 등은 16세기 후반에서 17세기 전반에 걸쳐 활동한 조각승으로 추정되는데, 1600년을 전후한 시기의 화승들의 활동과 교류사 연구에도 매우 중요한 불상으로 평가된다. 특히 이 석가여래삼불상은 16세기 조각전통을 계승하면서 17세기 새롭게 대두된 대중적인 평담한 미의식도 반영하고 있고, 석준이나 각민의 문하에서 수학한 조각승들이 17세기 불교 조각계를 주도하고 있는 만큼 여러모로 이 석가여래삼불상은 조선 중․후기 불교조각사에 있어서 대단히 중요한 위치에 있는 불상임에 틀림없다.
또한 도상적으로 임진왜란 이후 비로자나삼불상과 함께 크게 유행한 석가여래삼불 형식을 정확히 보여주며, 발원문에 정확한 존상명칭을 기록하고 있어 이후 전개될 석가여래삼불상 도상연구에도 기준이 된다. 종합적으로 평가해 볼 때 이 석가여래삼불좌상은 복장유물과 함께 국가지정문화재(보물)로 지정보호 할 가치가 충분하다고 판단된다.

## 같이 보기
- 동학사
- 공주 동학사 목조석가여래삼불좌상 복장전적 (보물 제1720호)

## 참고 문헌
- 공주 동학사 목조석가여래삼불좌상 및 복장유물 - 국가유산청 국가유산포털